# 佩刀

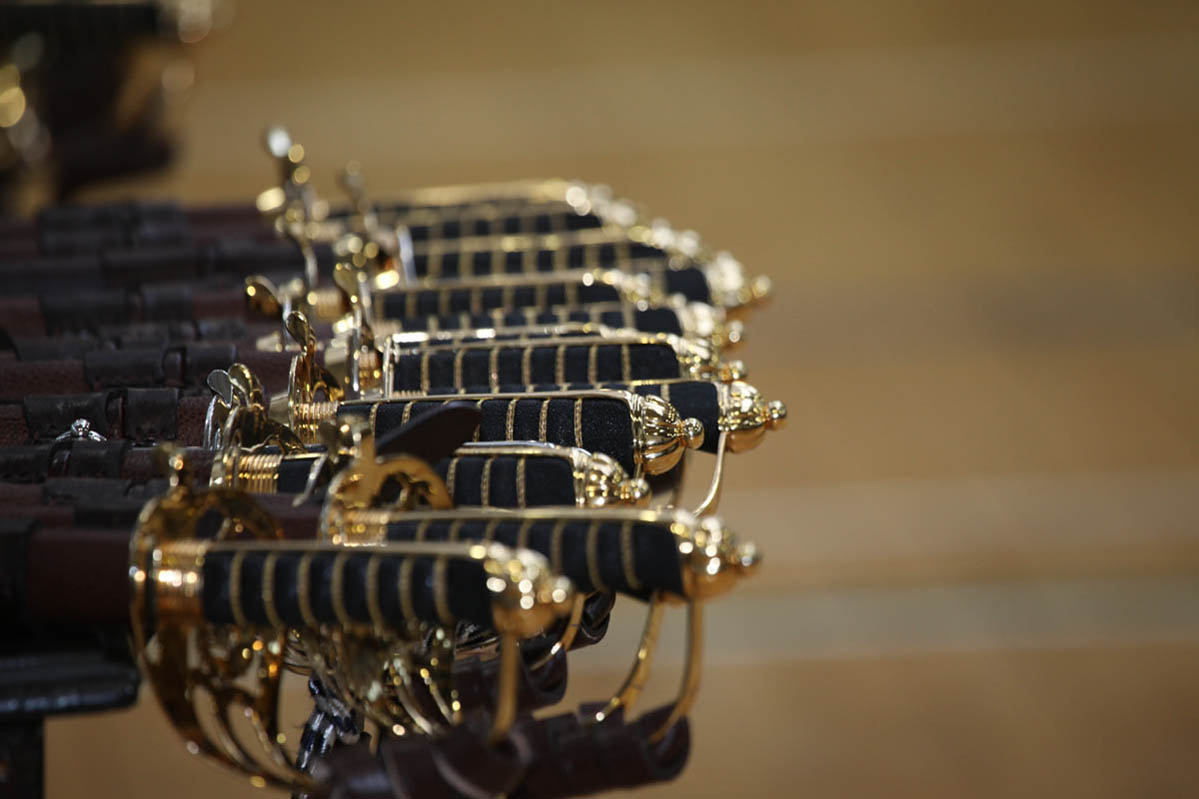
現代美軍儀隊軍刀

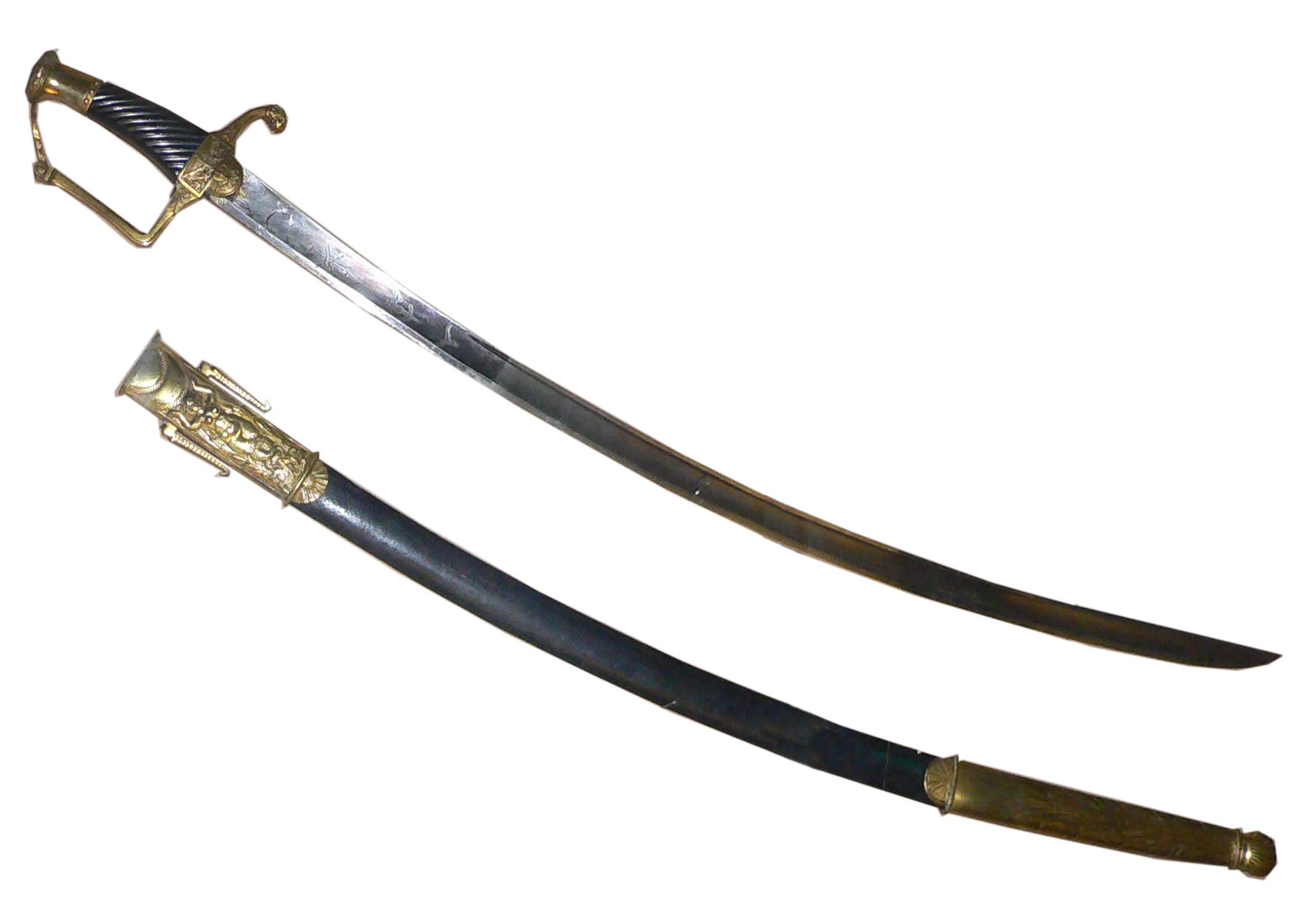
十九世紀法國海軍軍官用的軍刀。

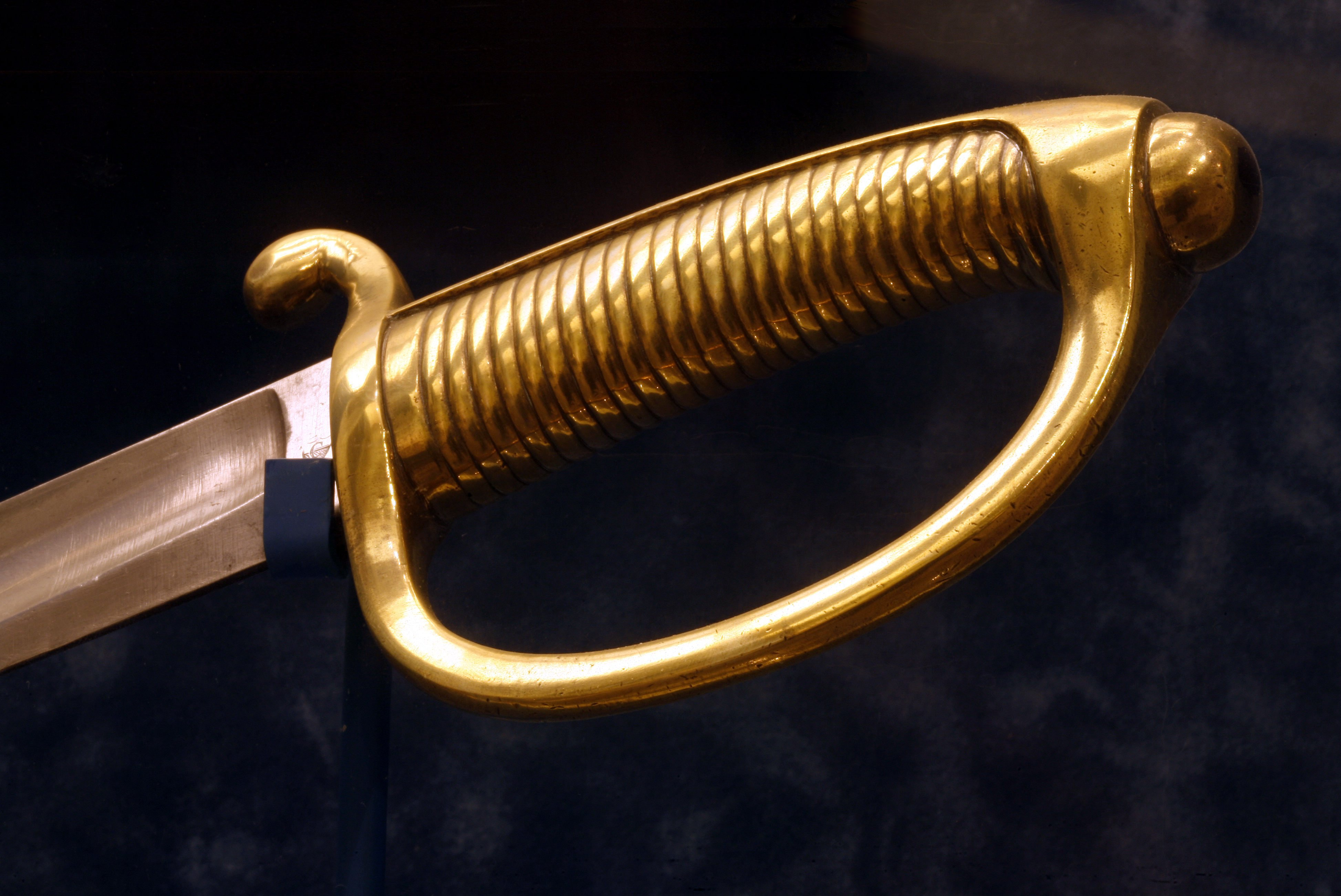
拿破崙戰爭時的軍刀的柄。

佩刀，又稱西洋劍，大部份有彎曲刀身與單面刀鋒（因為真實軍團使用軍刀未必都是單刃刀，所以後來也譯佩劍）。原是匈牙利人所使用的武器，使用的歷史最早可追溯到西元九世紀前後。多為騎兵所使用，為了方便在馬上單手使用，造得輕巧，刀身也盡量造得較長。刀身共有直刀身、微彎刀身、大彎刀身三種。根據FIE劍種說明，現代的運動項目用的佩劍是由十九世紀末海軍用劍發展而成的。